# Тодзава, Акира
Акира Тодзава (яп. 戸澤 陽, род. 22 июля 1985, Нисиномия, Хиого) — японский рестлер. В настоящее время он выступает в WWE на бренде Raw. Он бывший чемпион 24/7 (14 раз) и бывший чемпион NXT в первом тяжёлом весе.
До работы в WWE он двенадцать лет выступал в Dragon Gate, где был чемпионом Open the Brave Gate, Open the Twin Gate, Open the Triangle Gate и Open the Owarai Gate, а также победителем Summer Adventure Tag League 2011 и 2012 годов. Он также известен своей годичной поездкой в США, во время которой он выступал в таких организациях, как Chikara, Dragon Gate USA и Pro Wrestling Guerrilla.

## Титулы и достижения
- Anarchy Championship Wrestling
  - Чемпион ACW среди рестлеров до 30 лет (1 раз)[1]
- Cultaholic
  - Самый недооцененный рестлер (2019)[2]
- Dragon Gate
  - Чемпион Open the Brave Gate (1 раз)[3][4]
  - Чемпион Open the Owarai Gate (1 раз)[5][6]
  - Чемпион Open the Triangle Gate (2 раза)[7] — с BxB Халком и Наоки Танисаки (1), Масато Йошино и Ти-Хоуком (1)
  - Чемпион Open the Twin Gate (3 раза)[8] — с BxB Халком (2),[9] и Синго Такаги (1)[10]
  - Турнир за чемпионство Open The Triangle Gate (2015)[11]
  - Summer Adventure Tag League (2011) — с BxB Халком[12][13]
  - Summer Adventure Tag League (2012) — с BxB Халком и Наоки Танисаки[14][15]
- Pro Wrestling Illustrated
  - № 92 в топ 500 рестлеров в рейтинге PWI 500 в 2018[16]
- WWE
  - Чемпион 24/7 WWE (14 раз)[17][18]
  - Чемпион WWE в первом тяжёлом весе (1 раз)[19][20]
  - Турнир за титул Североамериканского чемпиона NXT (2018)[21][22]

### Luchas de Apuestas
| Победитель             | Проигравший               | Место         | Шоу         | Дата           | Прим.  |
| ---------------------- | ------------------------- | ------------- | ----------- | -------------- | ------ |
| Акира Тодзава (волосы) | Супер Шенлонг III (маска) | Токио, Япония | Dragon Gate | 1 августа 2013 | [ 23 ] |